# TestDisk
TestDisk és una utilitat gratuïta i de codi obert de recuperació de dades que ajuda els usuaris a recuperar particions perdudes o reparar sistemes de fitxers danyats. TestDisk pot recopilar informació detallada sobre una unitat danyada, que després es pot enviar a un tècnic per a una anàlisi posterior. TestDisk admet DOS, Microsoft Windows (és a dir NT 4.0, 2000, XP, Server 2003, Server 2008, Vista, Windows 7, Windows 8.1, Windows 10), Linux, FreeBSD, NetBSD, OpenBSD, SunOS i MacOS. A més, gestiona mitjans no particionats i particionats. En particular, reconeix la taula de particions GUID (GPT), el mapa de particions d'Apple, les taules de particions de la BIOS de PC/Intel, la porció de Sun Solaris i l'esquema de partició fix de Xbox. El programari utilitza una interfície d'usuari de línia d'ordres. i pot recuperar fitxers suprimits amb un 97% de precisió.

## Característiques
TestDisk pot recuperar particions suprimides, reconstruir taules de particions o reescriure el registre d'arrencada mestre (MBR).

### Recuperació de particions
TestDisk recupera la mida LBA i la geometria CHS dels dispositius d'emmagatzematge de dades connectats (és a dir, discs durs, targetes de memòria, unitats flash USB i imatges de disc virtual) de la BIOS o del sistema operatiu. La informació de geometria és necessària per a una recuperació correcta. Llegeix els sectors del dispositiu d'emmagatzematge per determinar si la taula de particions o el sistema de fitxers del mateix requereix reparació. Pot realitzar comprovacions més profundes per localitzar les particions que s'han suprimit d'un dispositiu d'emmagatzematge o d'una imatge de disc. Tanmateix, depèn de l'usuari revisar la llista de possibles particions trobades per TestDisk i seleccionar les que vulgui recuperar.

### Reparació del sistema de fitxers
TestDisk pot fer front a una corrupció específica del sistema de fitxers lògic.

### Recuperació de fitxers
Quan s'elimina un fitxer, s'esborra la llista de clústers de discs que ocupa el fitxer, marcant els sectors disponibles per al seu ús per altres fitxers creats o modificats posteriorment. TestDisk pot recuperar fitxers suprimits, especialment si el fitxer no estava fragmentat i els clústers no s'han reutilitzat.

## Anàlisi forense digital
TestDisk es pot utilitzar en anàlisi forense digital per recuperar particions que es van suprimir fa molt de temps. Pot muntar diversos tipus d'imatges de disc, inclòs el format de testimoni expert utilitzat per EnCase. Les imatges de disc binaris, com les creades amb ddrescue, es poden llegir per TestDisk com si fos un dispositiu d'emmagatzematge. A les versions de TestDisk anteriors a la versió 7, aquesta característica es podria aprofitar per injectar codi maliciós a una aplicació TestDisk en execució a Windows.

## Suport del sistema de fitxers
El suport del sistema de fitxers per a TestDisk es mostra a la taula:
| Nom                                              | Recuperació de particions  | Recuperació de particions           | Recuperació de particions | Recuperació del sistema de fitxers  | Recuperació del sistema de fitxers | Recuperació del sistema de fitxers | Recuperació de fitxers | Recuperació de fitxers      | Recuperació de fitxers |
| Nom                                              | Recuperació de la partició | Reconstrueix la taula de particions | Reescriptura MBR / GPT    | Reescriptura del sector d'arrencada | Restauració del sector d'arrencada | Cerca el sistema de fitxers        | Suprimeix              | Extreu fitxers de la imatge | Talla de fitxers       |
| ------------------------------------------------ | -------------------------- | ----------------------------------- | ------------------------- | ----------------------------------- | ---------------------------------- | ---------------------------------- | ---------------------- | --------------------------- | ---------------------- |
| FAT16/32                                         | Sí                         |                                     |                           | Sí                                  | Sí                                 | Sí                                 | Sí                     |                             |                        |
| exFAT                                            | Sí                         |                                     |                           | ?                                   | Sí                                 | ?                                  | Sí                     |                             |                        |
| NTFS                                             | Sí                         |                                     |                           | Sí                                  | Sí                                 | Sí                                 | Sí                     |                             |                        |
| ext2, ext3 i ext4                                | Sí                         |                                     |                           | ?                                   | Sí                                 | ?                                  | Sí                     |                             |                        |
| HFS+                                             | Sí                         |                                     |                           | ?                                   | Sí                                 | ?                                  | No                     |                             |                        |
| BeOS                                             | Sí                         |                                     |                           |                                     |                                    |                                    | No                     |                             |                        |
| Etiqueta de disc BSD (FreeBSD/OpenBSD/NetBSD)    | Sí                         |                                     |                           |                                     |                                    |                                    | No                     |                             |                        |
| Cramfs                                           | Sí                         |                                     |                           |                                     |                                    |                                    | No                     |                             |                        |
| JFS                                              | Sí                         |                                     |                           |                                     |                                    |                                    | No                     |                             |                        |
| Linux RAID                                       | Sí                         |                                     |                           |                                     |                                    |                                    | No                     |                             |                        |
| Intercanvi de Linux 1 i 2                        | Sí                         |                                     |                           |                                     |                                    |                                    | No                     |                             |                        |
| LVM i LVM2                                       | Sí                         |                                     |                           |                                     |                                    |                                    | No                     |                             |                        |
| Serveis d'emmagatzematge de Novell (NSS)         | Sí                         |                                     |                           |                                     |                                    |                                    | No                     |                             |                        |
| ReiserFS 3.5, 3.6 i 4                            | Sí                         |                                     |                           |                                     |                                    |                                    | No                     |                             |                        |
| Etiqueta de disc Sun Solaris i386                | Sí                         |                                     |                           |                                     |                                    |                                    | No                     |                             |                        |
| Sistema de fitxers Unix UFS i UFS2 (Sun/BSD/...) | Sí                         |                                     |                           |                                     |                                    |                                    | No                     |                             |                        |
| XFS, el sistema de fitxers amb diari de SGI      | Sí                         |                                     |                           |                                     |                                    |                                    | No                     |                             |                        |